# Platygaster denticulata
Platygaster denticulata är en stekelart som beskrevs av Peter Neerup Buhl 2001. Platygaster denticulata ingår i släktet Platygaster och familjen gallmyggesteklar. Inga underarter finns listade i Catalogue of Life.